# Victor Beyer
Pour les articles homonymes, voir Beyer.
Victor Émile Beyer, né le 19 janvier 1920 à Strasbourg et décédé dans la même ville le 21 juillet 2017, est un historien de l’art qui fut conservateur en chef des musées de Strasbourg et au musée du Louvre, également inspecteur général des musées. Ses travaux ont porté principalement sur la sculpture médiévale, l'art du vitrail, le patrimoine. Il est également l'auteur de plusieurs œuvres de fiction.

## Biographie
Né à Strasbourg, Victor Beyer est le fils de Paul Auguste Beyer, directeur de tissage, et d’Elisabeth Hertsch. Il effectue sa scolarité à l’école primaire supérieure de Strasbourg, à l’Institut protestant de Glay, au lycée de Périgueux. Dans ses souvenirs d'une enfance heureuse, Victor Beyer évoque aussi sa proximité avec la nature à Rothau (Bas-Rhin) – où il sera inhumé en 2017.
Après sa démobilisation en juin 1940, il s'inscrit à l'université de Francfort, puis à celle de Strasbourg (1941-1943), où il se forme tout particulièrement en archéologie et en histoire de l'art. En mars 1943 il est incorporé de force dans l'armée allemande et affecté aux services sanitaires. Envoyé sur le front de l'Est, emprisonné, il parvient cependant chez lui sain et sauf. En 1945 il réussit le concours d'entrée à l'École du Louvre et y achève son cursus par une thèse consacrée à la sculpture strasbourgeoise du 14e siècle,.
En 1946 il épouse Christiane Jung, fille de Robert Jung, administrateur civil. Le couple a trois enfants, Dominique – futur archéologue, spécialiste du Proche-Orient –, Ariane et Manuel.
En 1948 il devient l'assistant de Hans Haug, directeur des musées de Strasbourg, est ensuite nommé conservateur adjoint en 1952, puis chargé de la conservation du musée de l'Œuvre Notre-Dame. En 1964 il succède à Hans Haug comme conservateur en chef des Musées. Au cours des dix années suivantes, il présente, sous l'égide du Conseil de l'Europe, une série d'expositions d'art moderne à l'Ancienne Douane, dont celle consacrée en 1969 aux Ballets russes de Serge de Diaghilev.
En 1974 il est nommé conservateur en chef du Département des sculptures du musée du Louvre. En 1978, la Direction des musées de France le nomme à la tête de l'Inspection générale des musées classés et contrôlés.
Une mission d'inspection le conduit dans les territoires français du Pacifique où on lui propose le commissariat d'une exposition consacrée aux arts de l'Océanie devant se tenir à Nouméa. Cependant les troubles politiques qui prennent de l'ampleur en Nouvelle-Calédonie ne permettent pas à ce projet de se concrétiser. L'exposition se tiendra finalement en 1985 à Paris, au musée des arts africains et océaniens de la Porte Dorée.
Retraité, Victor Beyer poursuit ses publications. Il meurt le 21 juillet 2017 à Strasbourg, âgé de 97 ans. Ses obsèques sont célébrées à l'église luthérienne Saint-Guillaume de Strasbourg.

## Engagement et distinctions
Président de la Fédération des sociétés d'histoire et d'archéologie d'Alsace de 1974 à 1977, Victor Beyer est membre actif de nombreuses sociétés savantes et patrimoniales, telles que : Académie d'Alsace, Écrivains d'Alsace, Monuments historiques d'Alsace, Société française d'archéologie, Antiquaires de France, Société de l'Art français, Société d'histoire du protestantisme français, Société des amis des arts et des musées de Strasbourg, Société des amis du Vieux Strasbourg, Société des Amis de la Cathédrale de Strasbourg.
Victor Beyer reçoit le prix Maurice Betz en 1969. Il est commandeur des Arts et des Lettres.

## Sélection de publications

### Essais
- Strasbourg, Paris, Grenoble, Arthaud, 1949, 80 p.
- La sculpture strasbourgeoise au XIVe siècle (thèse publiée, 1955), compte-rendu de Marcel Aubert in Bulletin monumental, tome 114, no 4, 1956, p. 300. [lire en ligne]
- La sculpture médiévale du Musée de l’Œuvre Notre-Dame (catalogue), Strasbourg, Édition des musées de la ville, 1956, 71 p. + 48 p. de pl. compte-rendu de Francis Salet, in Bulletin monumental, tome 114, no 3, 1956. p. 236, [lire en ligne].
- Les vitraux de la cathédrale de Strasbourg (en collaboration avec Paul Ahne), Strasbourg, Éditions des Dernières Nouvelles, 1960, 18 p.+ 16 p. de pl.
- Images d'Alsace, Paris, Arthaud, 1956, 46 p. [compte-rendu de René Clozier dans L'information géographique, volume 21, no 1, 1957, p. 45, [lire en ligne]]
- Mille ans d'art du vitrail (en collaboration), 1965, 38 p. (catalogue d'exposition, Strasbourg, Ancienne Douane)
- (de) Glasmalereien einer beteutenden Kirche, das Strassburger Muenster, Augsburg, Hannesschlaeger J., 1969, 128 p.
- La Cathédrale de Strasbourg, Paris, Bibliothèque des arts, 1970, 128 p.
- Vitraux de France du Moyen-Age à la Renaissance : Alsace, Lorraine, Franche-Comté (en collaboration), Colmar, Ingersheim, Éditions SAEP, 1970, 256 p.
- Alsace. 294 illustrations dont 59 en couleurs, 3 cartes, Paris, Arthaud, 1975, 197 p. + 166 p. de pl., récompensé par le prix Roland-de-Jouvenel de l’Académie française
- Sur les traces de Jean-Baptiste Carpeaux (en collaboration), Paris, Éditions des Musées nationaux, 1975 (catalogue d'exposition au Grand Palais)
- Les vitraux des musées de Strasbourg, Strasbourg, Musées de Strasbourg, 1978, 112 p.
- Les vitraux de la cathédrale Notre-Dame de Strasbourg (en collaboration), Paris, Éditions du CNRS, 1986, 99 p. +  XVI p. de pl. en coul.
- Le mausolée du Maréchal de Saxe (en collaboration), Strasbourg, Éditions Hirlé, Oberlin, 1994, 85 p.
- La fureur et le mépris : souvenirs d'un Malgré-nous, Schiltigheim, chez l'auteur, 2001, 112 p.
- Les vitraux de l'ancienne église des Dominicains de Strasbourg, Strasbourg, Presses universitaires de Strasbourg, 2007, 191 p.

### Fiction
- Cap Hornu, Tourcoing, Éditions Francophones, 1988, 153 p. (roman, sur un drame dans la baie de la Somme)
- La Mort veillait à Lindéralique, Strasbourg, Hirlé, 2002, 198 p. (sur le problème canaque en Nouvelle-Calédonie)
- Danaé ! ou Le coup de Girodet : comédie en quatre actes, La Broque, les Petites vagues, 2007, 79 p. (théâtre)

### Vidéographie
- 1967 : À propos de l'exposition « L'art du peuple Maya » (présentation par Victor Beyer de l'exposition au musée de l'Ancienne douane à Strasbourg, 26 mars 1967, 3'12, source INA)
- 1973 : Si le Louvre m'était conté… Épisode 8 : Le Grand Condé) (présentation par Victor Beyer, alors conservateur en chef au Département des sculptures du musée du Louvre), Société des amis du Louvre, 4'25 (émission Chefs-d’œuvre du Louvre d'André Flédérick, 1973, INA 2021)
- 2002 : (als) Strasbourg : « Un historien nous raconte les vitraux au musée de l'Œuvre Notre-Dame » (présentation par Victor Beyer des vitraux du musée dans l'émission Rund Um, France 3 Strasbourg Alsace, 14 janvier 2002, 1'53)